# Groupe de sept chevaux
Un Groupe de sept chevaux est une gravure sur bois datée de 1534, de l'artiste de la Renaissance allemande Hans Baldung.

## Description
Regroupant des chevaux et des juments sauvages, cette scène appartient à un ensemble de trois feuilles sur le même sujet.

## Analyse
Si Baldung a pu se laisser inspirer par les chevaux de son maître Albrecht Dürer, cette œuvre tardive rappelle qu'il a suivi sa propre voie. il s'écarte ici de la représentation classique des chevaux et de la quête des proportions idéales pour livrer une composition originale, presque dérangeante, dont la signification demeure obscure.
La lecture de l'œuvre se double d'une dimension érotique, évidente par l'importance donnée au phallus du cheval au premier plan, et aussi morale, avec la présence à l'arrière-plan d'un personnage qui épie la scène, ainsi que du singe, symbole de la luxure et de la chute de l'humanité.